# Saint-Germain-en-Coglès
Saint-Germain-en-Coglès es una población y comuna francesa, situada en la región de Bretaña, departamento de Ille y Vilaine, en el distrito de Fougères y cantón de Saint-Brice-en-Coglès.

## Demografía
| 2020 | 1911 | 1815 | 1781 | 1794 | 1773 |
| Para los censos de 1962 a 1999 la población legal corresponde a la población sin duplicidades (Fuente: INSEE [Consultar]) |      |      |      |      |      |